# Pârâul Sărat, Almaș
Pârâul Sărat este un curs de apă, afluent al râului Almaș. 

## Hărți
- Harta munții Bodoc-Baraolt  Arhivat în 29 ianuarie 2014, la Wayback Machine.
- Harta județul Covasna